# Signály pro tramvaje a veřejnou dopravu

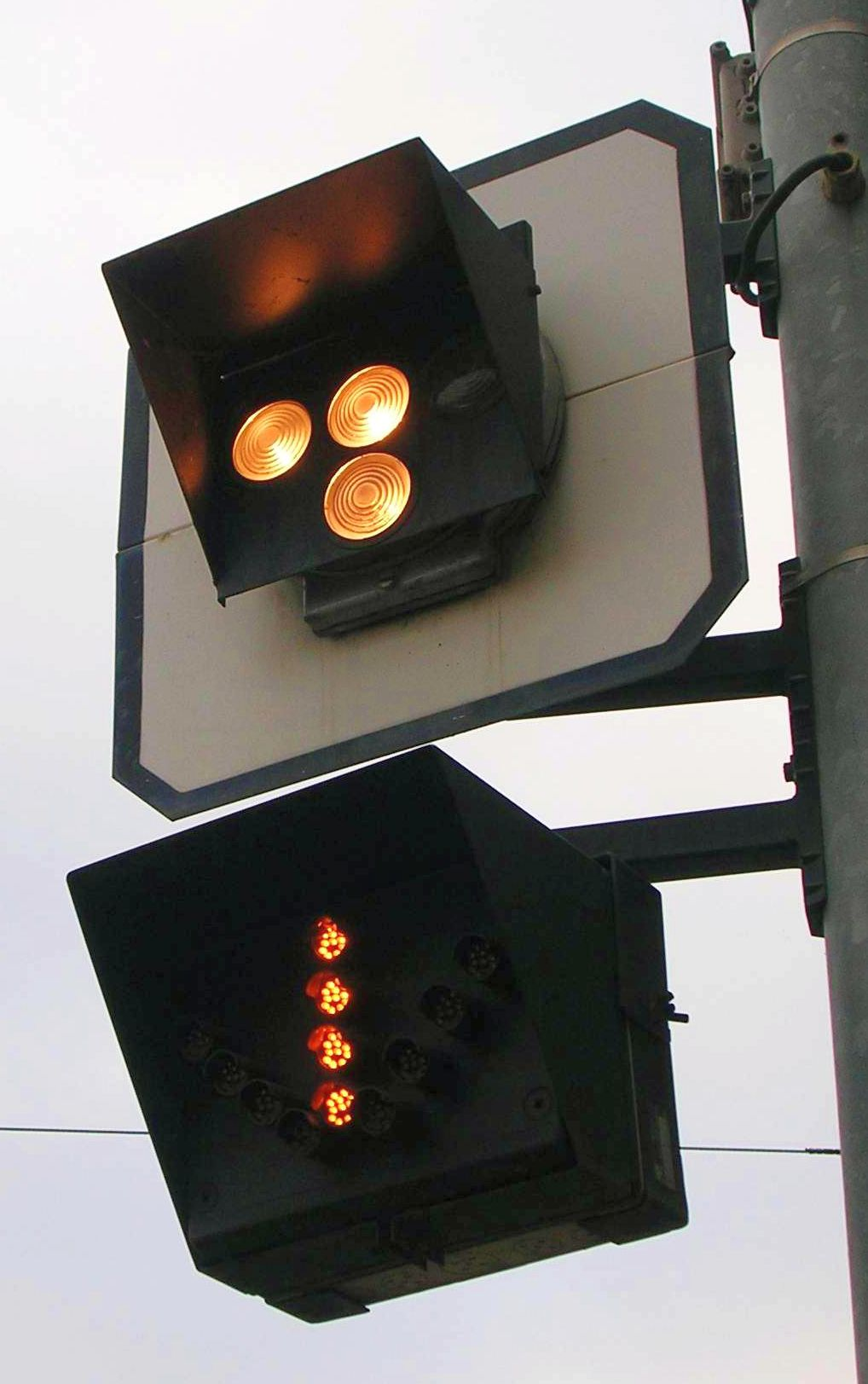
Signál Jízda přímo a vlevo, pod ním výzvové návěstidlo signalizuje zařazení nároku na další signál pro směr přímo.

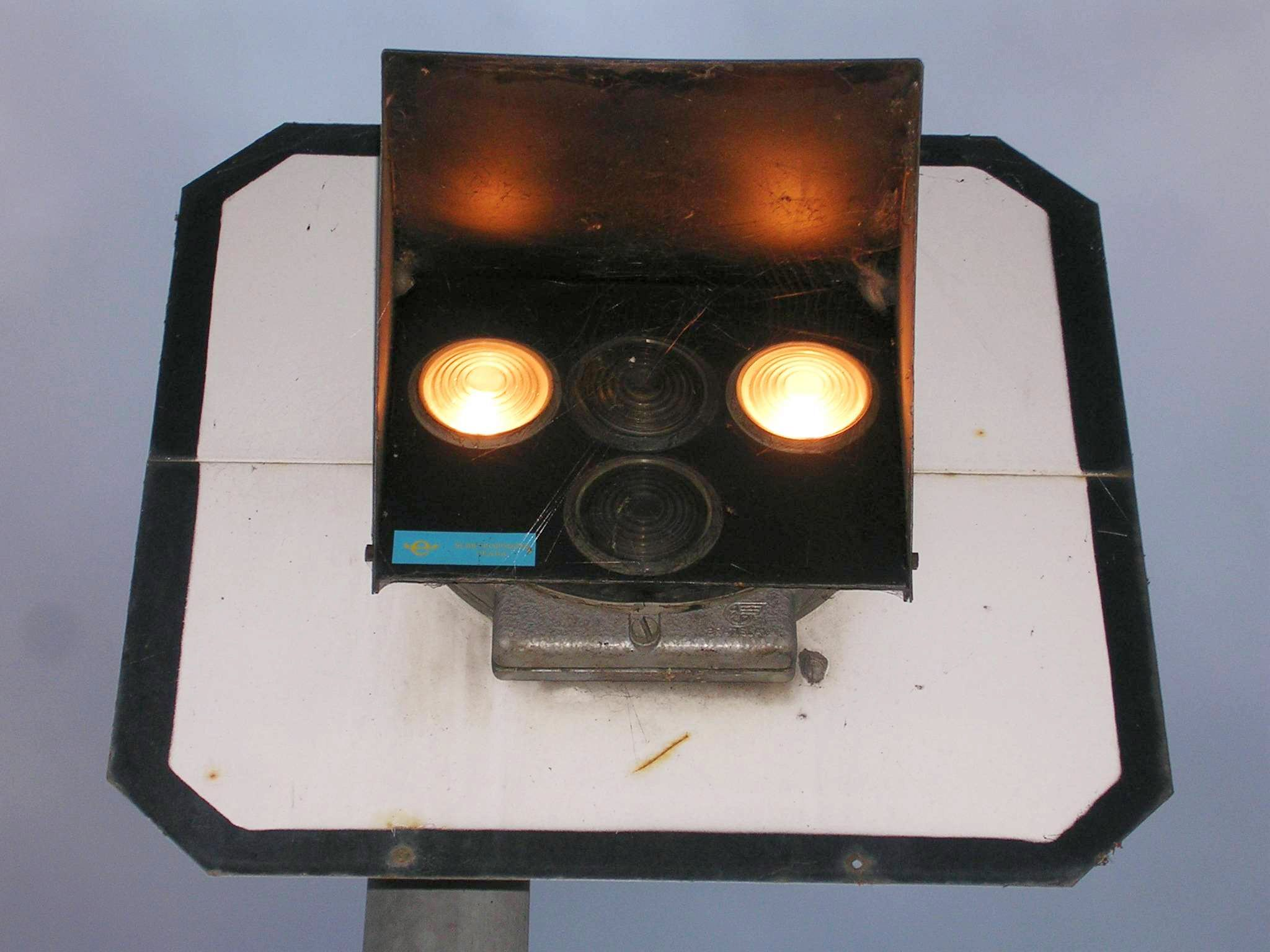
Signál Stůj má obdobný význam jako samostatně svítící žluté světlo pro silniční vozidla.

Signály pro tramvaje a pro trolejbusy nebo autobusy MHD ve vyhrazených jízdních pruzích jsou signály světelného signalizačního zařízení (semaforu) určené speciálně pro tramvaje. Mohou být užity též pro autobusy městské hromadné dopravy nebo trolejbusy ve vyhrazeném jízdním pruhu.
Signály pro tramvaje se používají zejména na křižovatkách pozemních komunikací s tramvajovým provozem, v místech přejezdu pozemní komunikace přes tramvajovou dráhu, odbočení tramvajové dráhy z pozemní komunikace nebo vyústění na ni, v místech přechodu pro chodce přes tramvajovou dráhu. Trvalým signálem „jízda přímo“ pro tramvaje bývá doplněna i signalizace u takzvaného časového ostrůvku, tedy v místech, kde je při příjezdu tramvaje automaticky zastaven provoz silničních vozidel kolem zastávky. V nebezpečných úsecích se signály pro tramvaje používají k tomu, aby další tramvaj do úseku vpustily až poté, co jej opustí předchozí tramvaj. V některých zemích a městech se signály používají i k řízení provozu podle jízdního řádu, například i pro signalizaci odjezdu z konečné zastávky.
V Česku, Slovensku, Nizozemsku, Polsku, Rusku a Velké Británii se používají „čočková“ návěstidla, kdy signál pro všechny směry je tvořen určitými sestavami světelných bodů, v Nizozemsku navíc rozlišených barevně. V Německu, Dánsku a Belgii se používá pro každý směr samostatná sada návěstidel, z nichž každá je uspořádaná obdobně jako semafory pro silniční provoz, avšak signály jsou rozlišeny tvarově a nikoliv barevně.
Belgie, Estonsko, Finsko, Francie, Itálie, Německo, Maďarsko, Nizozemsko, Polsko, Spojené království, Španělsko, Švédsko a Švýcarsko používají signály pro tramvaje nejrůznějších soustav, které však údajně vždy zahrnují i signál „pozor“. V Rakousku, které je jednou z mála zemí, kde pro tramvaje není samostatný signál „pozor“, je používání předvěstí (předsignálů) v místech s vyšší povolenou rychlostí povinné. V Česku a Slovensku signál pozor součástí běžné signalizace není, ale už jsou snahy i reálné pokusy o jeho zavádění.
U tramvají lze dynamické řízení signalizace realizovat snadněji než u silničních vozidel. V některých městech se kromě pasivní detekce používá i aktivní detekce tramvají, například formou inframajáku u trati a radiosignálu, jímž komunikuje palubní počítač tramvaje s počítačem signalizačního zařízení. Systém tak může zohlednit nejen směr jízdy tramvaje, ale i identifikovat spoj a polohu tramvaje vzhledem k jízdnímu řádu (zpoždění, nadjetí) a tomu přizpůsobit naléhavost preference.

## Česko a Slovensko

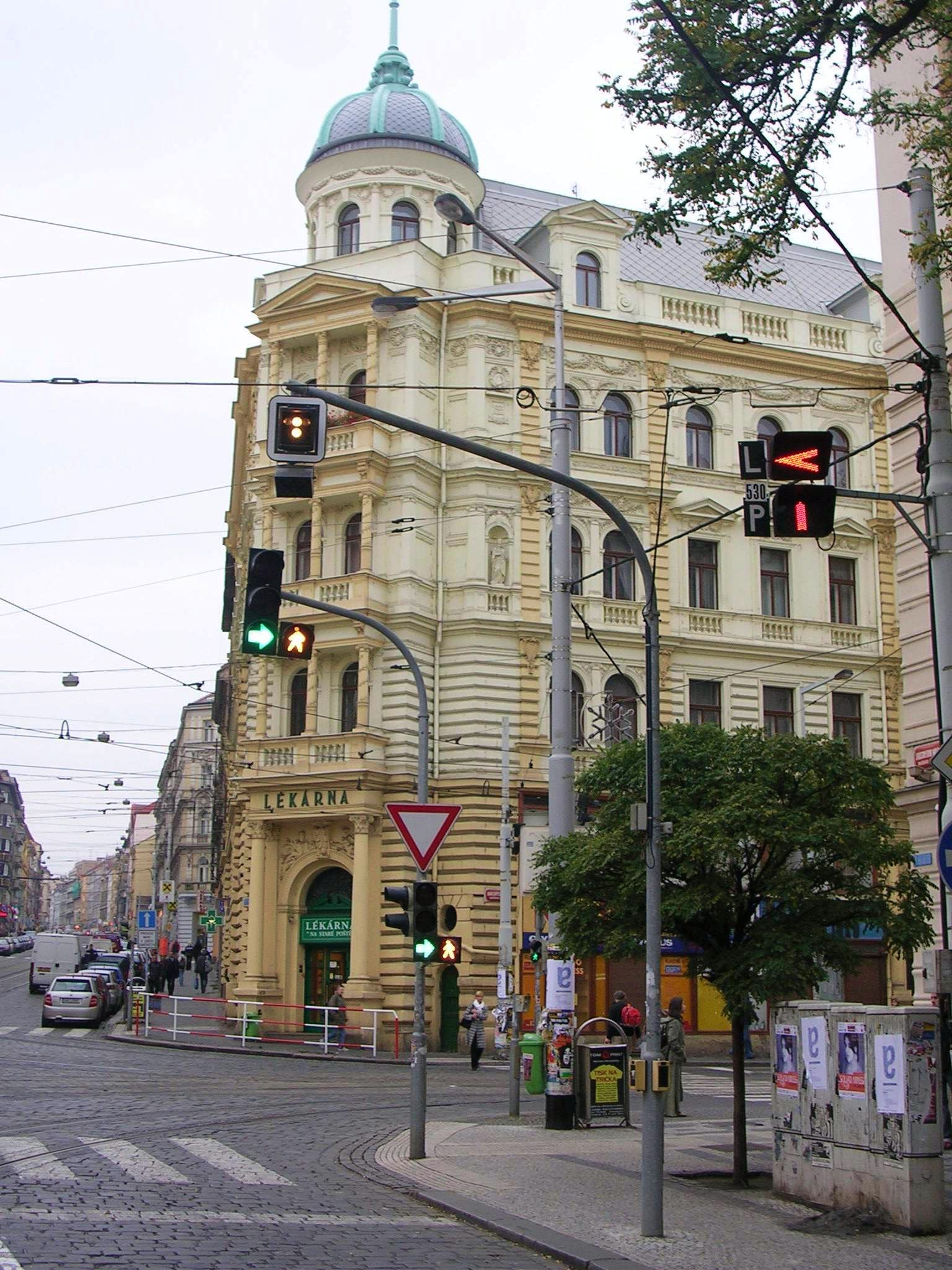
Signalizační zařízení pro tramvaje na výložníku. Vpravo signalizace elektricky ovládaných výhybek.

### Historie a kodifikace
Signály pro řízení provozu na jednokolejných tramvajových tratích a splítkách se začaly používat mnohem dříve než pro řízení silničního nebo tramvajového provozu na uličních křižovatkách. Od roku 1911 byla zaváděna drážní SSZ Elektrických
podniků hl. m. Prahy na jednokolejkách a splítkách například v ulicích U kasáren, Celetná, Letenská, Křižovnická (Karlovy lázně), Radlická. První křižovatkové SSZ pro automobily i tramvaje, vyrobené ČKD Praha, bylo v Praze zřízeno v roku 1927 na křižovatce ulic Hybernská, Dlážděná a Havlíčkova.
V počátcích uliční světelné signalizace se chodci i řidiči tramvají řídili stejnými semafory jako řidiči automobilů. V Československu se začala speciální světelná signalizace pro tramvaje používat v roce 1967 v rámci dodávky moderních světelných signalizačních zařízení pro Prahu od firmy Signalbau Huber z Mnichova. V té době byla, nejprve v Praze, postupně zaváděna světelná návěstidla pro tramvaje o rozměru 200 × 200 mm se čtyřmi světelnými body, slangově nyní nazývaná čočky, v Ostravě kuličky. V Česku a Slovensku se používají dosud.
Od 1. ledna 1967 vstoupila v účinnost nová vyhláška č. 80/1966 Sb., o pravidlech silničního provozu. Ta poprvé zavedla speciální světelné signály pro chodce a směrové světelné signály. Signalizace pro tramvaje byla však pravidly silničního provozu zlegalizována teprve s účinností od 1. července 1971 v čl. 1 bodu 12 novelizující vyhlášky č. 42/1971 Sb.
[nedostupný zdroj], jímž byl do § 40 pravidel silničního provozu přidán nový odst. 9, který umožnil zavedení zvláštních světelných znamení pro tramvaje Pravidly technického provozu městských drah (PTP MD) a stanovil, že v případě jejich použití se na řidiče tramvaje nevztahují dosavadní světelná znamení. PTP MD z roku 1970, jako prováděcí předpis k § 4 zákona o drahách č. 51/1964 Sb., s účinností od 1. ledna 1971 zavedla světelná návěstidla pro řízení provozu tramvají v § 116 a v příloze č. 2, obr. 38 a–f. Současně byla připravována ČSN 73 6021 Světelné signalizační zařízení silniční a městské dopravy – provedení a umístění návěstidel. Do vyhlášky 100/1975 Sb. již byly světelné signály pro tramvaje s účinností od 1. ledna 1976 přímo zapracovány (§ 39 odst. 14 a v příloze pod označením S 9a až S 9g), se stejným označením zůstaly i ve vyhlášce č. 99/1989 Sb. Od 1. prosince 1995 byla Stavebním a technickým řádem drah (vyhl. č. 177/1995 Sb.) PTP MD zrušena. Dopravní řád drah (vyhl. 173/1995 Sb.), jímž byla PTP MD nahrazena, již světelné signály k řízení provozu tramvají jako drážní návěstidla neuvádí. Ve vyhlášce č. 30/2001 Sb. jsou signály pro tramvaje z předchozí vyhlášky beze změny převzaty, tentokrát pod označením S 15a až S 15g.
Pravidla silničního provozu stanoví závaznost signálů pro tramvaje jen v úsecích, kde je tramvajová dráha vedena po pozemní komunikaci. Do konce listopadu 1995 byly tyto signály zároveň i drážními návěstmi podle PTP MD. Pro samostatné úseky tramvajové dráhy Dopravní řád drah (vyhláška č. 173/1995 Sb.) tyto signály jako návěsti nestanoví – pokud jsou použity, měly by tedy být stanoveny provozním předpisem konkrétního provozovatele dráhy, což například v Praze nejsou.
Technické požadavky na zařízení a signální plán upravuje ČSN 36 5601 Světelná signalizační zařízení. Podrobnější požadavky jsou uvedeny v technických podmínkách TP 81 Navrhování světelných signalizačních zařízení pro řízení provozu na pozemních komunikacích, jejichž první vydání schválilo Ministerstvo dopravy v roce 1996 a druhé vydání v roce 2006.

### Signály

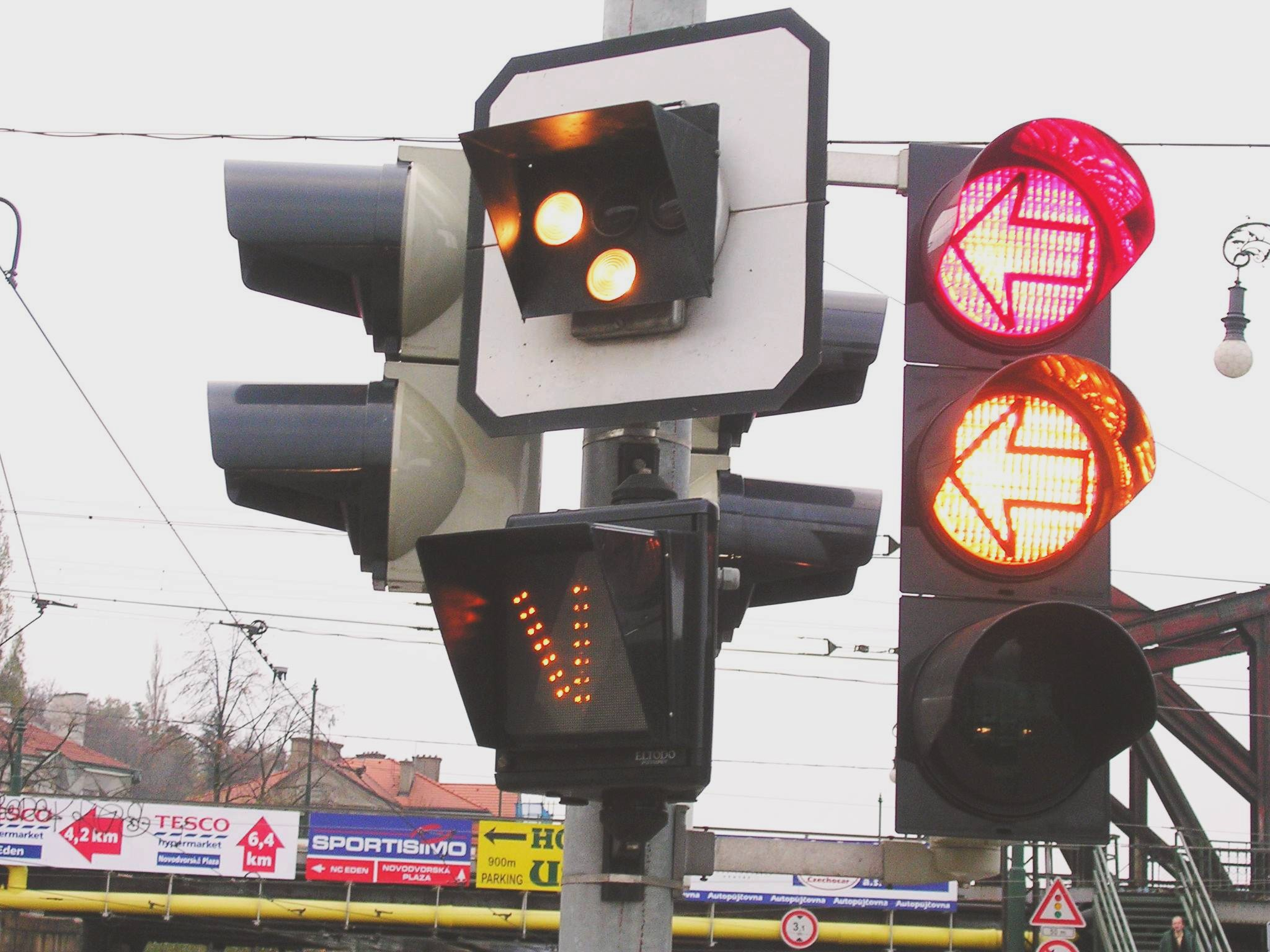
Pod signálem Jízda vlevo výzvové návěstidlo informuje o zařazení požadavků na signály pro jízdu rovně i vlevo.

V horní řadě jsou umístěny tři světelné body, v dolní řadě jeden světelný bod uprostřed. Návěstidlem lze dávat tyto signály:
- Stůj (S 15a podle vyhlášky č. 30/2001 Sb.): svítí pravý a levý světelný bod v horní řadě. Signál Stůj má podle § 71 odst. 7 zákona č. 361/2000 Sb., o silničním provozu, obdobný význam jako signál se žlutým světlem „Pozor!“ na semaforech tříbarevné soustavy, tedy pokud řidič již nemůže bezpečně zastavit, smí pokračovat v jízdě.
- Jízda přímo (S 15b podle vyhl. č. 30/2001 Sb.): svítí dolní světelný bod a prostřední bod v horní řadě.
- Jízda vlevo (S 15c podle vyhl. č. 30/2001 Sb.): svítí dolní světelný bod a levý bod v horní řadě.
- Jízda vpravo (S 15d podle vyhl. č. 30/2001 Sb.): svítí dolní světelný bod a pravý bod v horní řadě.
- Jízda přímo a vpravo (S 15e podle vyhl. č. 30/2001 Sb.): svítí dolní světelný bod a prostřední a pravý bod v horní řadě.
- Jízda přímo a vlevo (S 15f podle vyhl. č. 30/2001 Sb.): svítí dolní světelný bod a prostřední a levý bod v horní řadě.
- Jízda vpravo a vlevo (S 15g podle vyhl. č. 30/2001 Sb.): svítí dolní světelný bod a pravý a levý bod v horní řadě.

Na některých křižovatkách se používá ve významu „Jízda všemi směry“ rozsvícení všech čtyř světelných bodů návěstidla. Tento signál však Pravidly silničního provozu nikdy nebyl ani není zaveden. Původně podle Pravidel technického pro provozu městských drah z roku 1970 však bylo možné základní signály kombinovat i tímto způsobem.
V PTP MD z roku 1970 (obr. 38b v příloze č. 2) byl ještě signál, při němž svítilo pouze prostřední pole v horní řadě. Tento signál se nazýval „základní signál při použití tramvajového detektoru“. Tento signál nebyl do Pravidel silničního provozu převzat a nijak významně nebyl nikdy používán.

### Předvěsti, signál Pozor a výzvová návěstidla

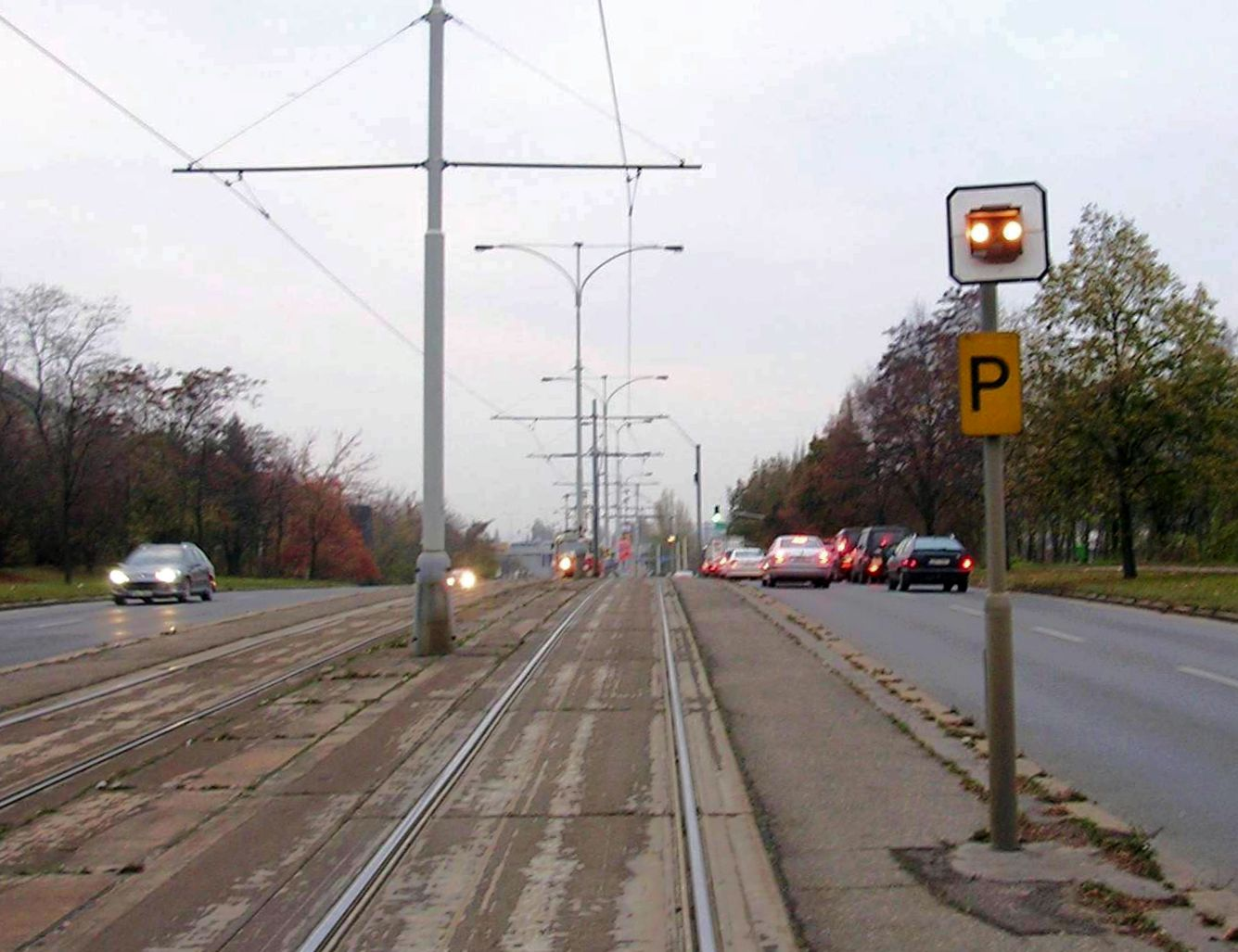
Předvěst se signálem Očekávej stůj

Předvěst zavádí pro tramvajové a trolejbusové dráhy Dopravní řád drah (vyhláška č. 173/1995 Sb.). Je obdobná signalizačnímu zařízení pro signály S 15a až S 15g podle vyhlášky č. 30/2001 Sb., pod deskou s návěstními světly je však ještě žlutá bíle orámovaná tabulka tvaru obdélníku postaveného na výšku s černým písmenem P. Toto zařízení dává signály:
- Očekávej stůj, je obdobný světelnému signálu pro tramvaje S 15a „Stůj“.
- Očekávej volno, je obdobný světelnému signálu č. S 15b „Jízda přímo“.

V některých zemích signalizace pro tramvaje neobsahuje signál „Pozor“. Vzhledem k brzdným vlastnostem tramvají tak smí tramvaj z plné rychlosti projet signalizaci i kolem 7 sekund po skončení signálu povolujícího jízdu v příslušném směru (pro silniční vozidla obvykle postačí signál „pozor“ na dobu 3 sekundy). Vyklizovací doby tomu však často nejsou přizpůsobeny, takže řidič tramvaje je v zájmu bezpečnosti provozu v praxi nucen změnu signalizace předvídat například ze stavu signálů, které nejsou určeny pro něj (například signál „Stůj“ na souběžném přechodu pro chodce). Předvěsti mohou chybějící signál „pozor“ kompenzovat.
Televize Nova ve dnech 12. a 13. srpna 2006 odvysílala v Televizních novinách reportáže o tom, že řidiči tramvají často projíždějí signalizaci na signál „stůj“. Následně uspořádalo odborové sdružení OSPEA petici za bezpečné světelné návěsti pro tramvaje, kterou podepsalo kolem 1500 řidičů tramvají z Prahy, Brna a Ostravy.
U některých semaforů se používají ještě doplňková tzv. výzvová návěstidla, která informují řidiče tramvaje o tom, do kterých směrů je aktuálně zařazen požadavek signálu pro volno, a blikáním upozorňují na blížící se signál pro jízdu. Používají se zejména na těch místech, kde je signální cyklus dynamicky ovlivňován detekcí vozidel, tlačítkovou volbou atd.

### Kritika čoček a návrhy nových návěstidel

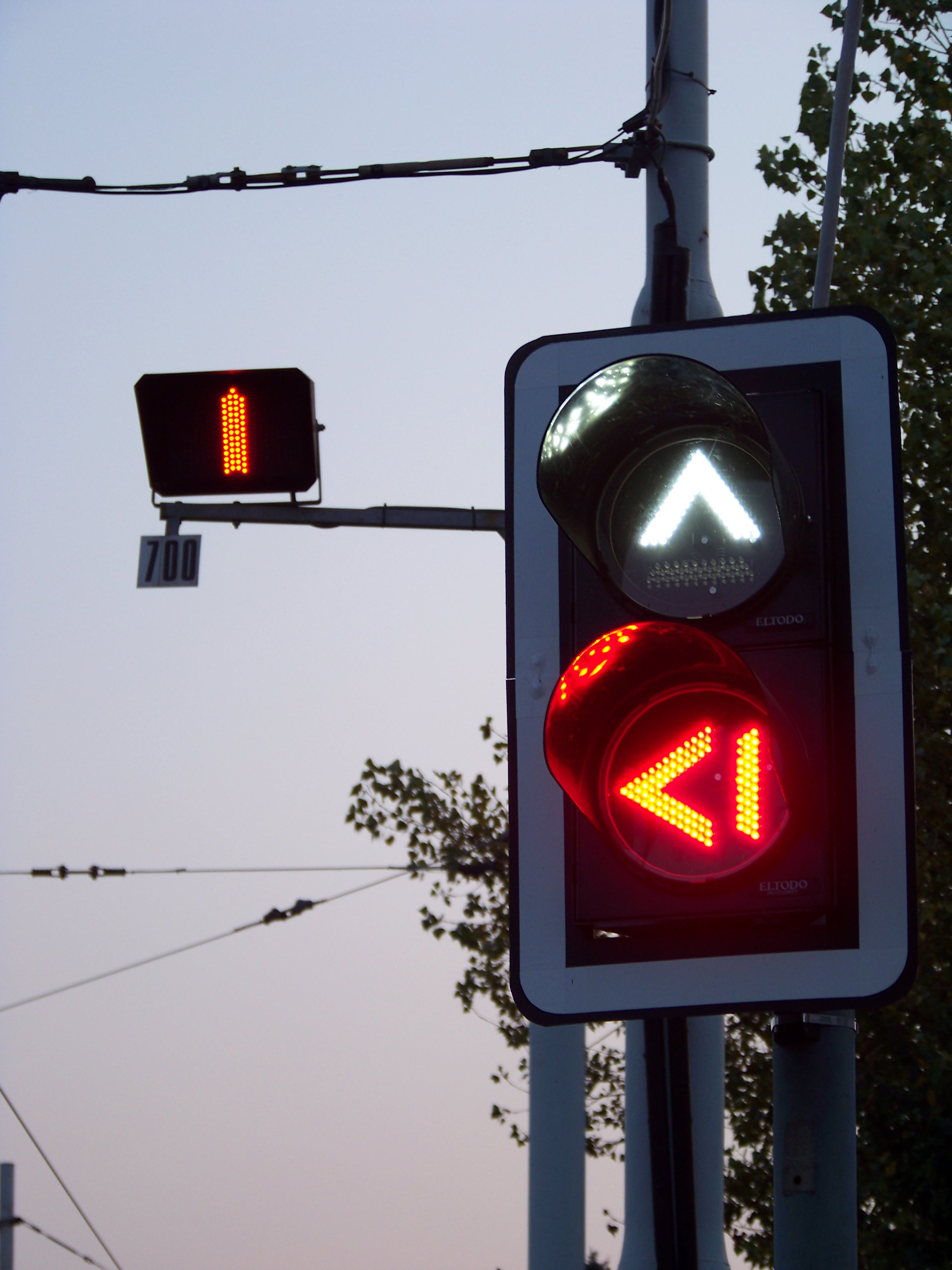
Prototyp nového barevného návěstidla v Praze-Braníku

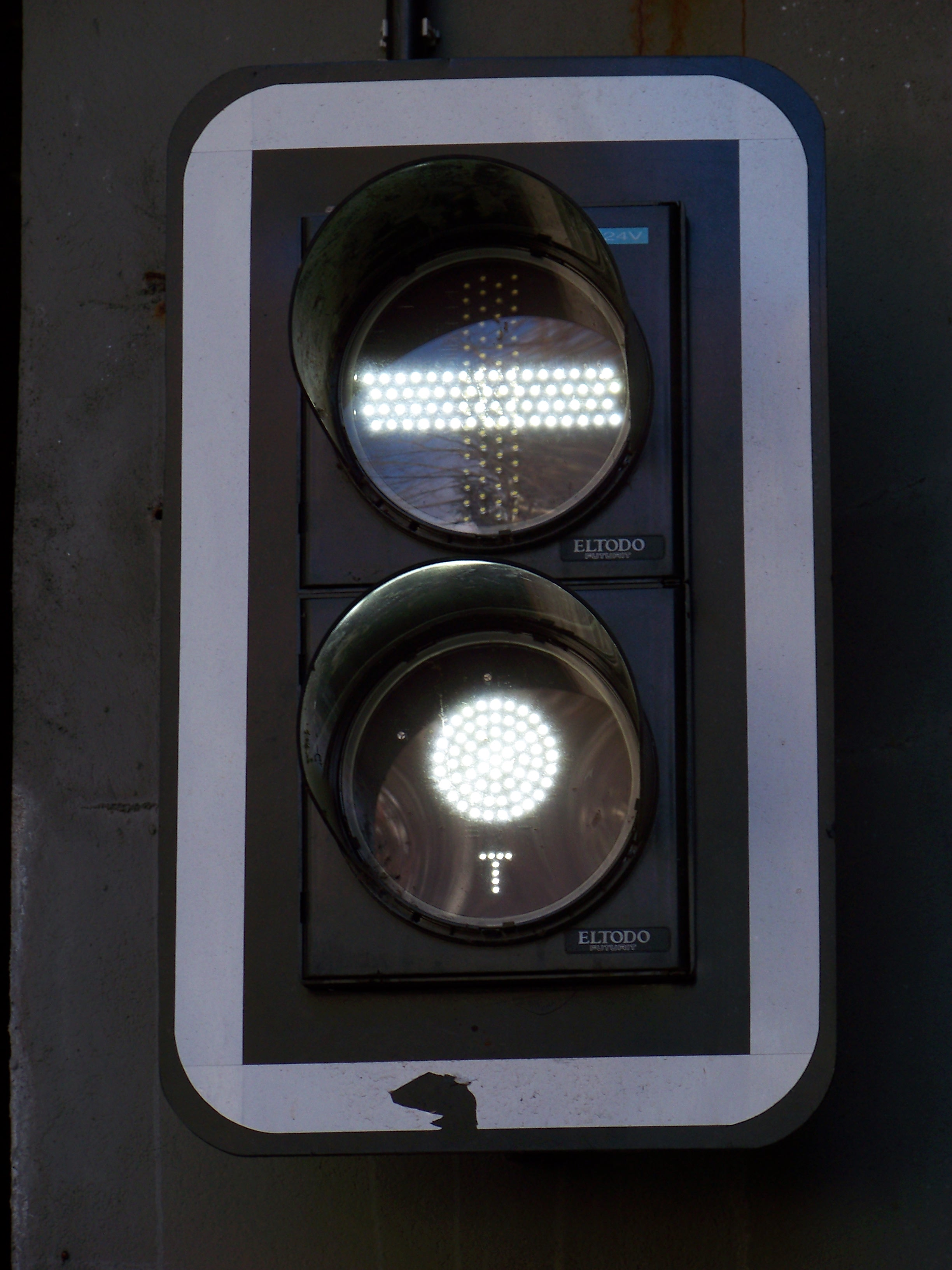
Prototyp pražcového návěstidla v Praze-Střížkově

Nynější signalizace pomocí čtyřbodového návěstidla (čoček, kuliček) je považováno za čím dál méně vyhovující. Jeho nevýhodami je špatná čitelnost na zábrzdnou vzdálenost, absence signálu „pozor“ před změnou signálu na „stůj“, absence funkce výzvového návěstidla (t.j. signálu „pozor“ před změnou signálu na „volno“). Obtížně se u něj detekují chybné signální obrazy a v případě prasknutí žárovky je signál neurčitý. Legislativním nedostatkem je, že Zákon o silničním provozu ani jeho prováděcí vyhláška nestanoví dostatečně přesně povinnosti, které z jednotlivých druhů signálů plynou pro řidiče tramvaje.
 Absence signálu „pozor“ začala být mediálně diskutována zejména po sérii televizních reportáží televize Nova 12 a 13. srpna 2006 o tom, jak tramvaje projíždějí křižovatky na signál „Stůj!“.
Pro doplnění chybějících funkcí se v některých místech začaly používat návěsti „předvěst“, zavedené Dopravním řádem drah, a výzvová návěstidla, jejichž význam je definován pouze v dopravních a návěstních předpisech jednotlivých provozovatelů tramvajových sítí a které informují o směrech nárokovaných v signálním plánu a blikáním o tom, že se volno pro některý směr blíží.
Dva různé návrhy podoby nových návěstidel se objevily v srpnu a září 2006 na stránkách odborové organizace OSPEA. Návěstidlo podle prvního návrhu se podobalo nizozemskému „devítioku“, avšak s jinými signály. Začátkem června 2008 se dostala na veřejnost společná prezentace Dopravního podniku hl.m. Prahy a.s. a firmy Eltodo Dopravní systémy s návrhem nových návěstidel, která jsou inspirována výhybkovými návěstidly Hanning & Kahl, která se v Praze objevila v roce 1992, ale využívají navíc červené barvy – modifikace pro řízení provozu pochází z Dubova návrhu ze září 2006. Nad sebou by v návěstidle bylo umístěno tolik kruhových signálů, pro kolik směrů signalizace platí, přičemž v každém kruhovém signálu by se střídaly diodově vytvářené tvarové symboly tříbarevné soustavy. V roce 2009 byly dva typy nově navržených návěstidel umístěny na dvou místech na samostatných úsecích tramvajových tratí v Praze: u odbočení z průběžné trati do smyčky Braník jsou umístěna návěstidla vycházející z návrhu Ing. Duba (tzv. barevná) a u podjezdu u zastávky Třebenická na sídlišti Ďáblice jsou umístěna tzv. pražcová návěstidla podle návrhu Ing. Šurovského, který vychází z dřívějšího návrhu Josefa Koupila a návěstidel německého typu. Od 25. června 2009 je účinná směrnice generálního ředitele, která umožňuje zkušební provoz těchto návěstidel.

### Detekce a přihlašování vozidla
Na křižovatkách, přechodech, přejezdech a dalších místech se u novějších signalizačních zařízení zpravidla používá automatická pasivní detekce přijíždějících tramvají, zpravidla pomocí trolejových kontaktů reagujících na elektrický sběrač. Signální cyklus je někdy přizpůsobován i podle aktuálního stavu elektricky přestavitelné výhybky. V Praze je těmito způsoby preferována tramvajová doprava přibližně na polovině míst se světelnou signalizací.
V Praze v některých místech pro jízdu do směru, kudy nejsou vedeny pravidelné linky, musí řidič tramvaje vystoupit a požadavek přihlásit tlačítkem (podobným tlačítku pro chodce) nebo signálním zámkem ovladatelným univerzální čtyřhrannou kličkou, jinak signál pro tento směr není vůbec v cyklu zařazen.

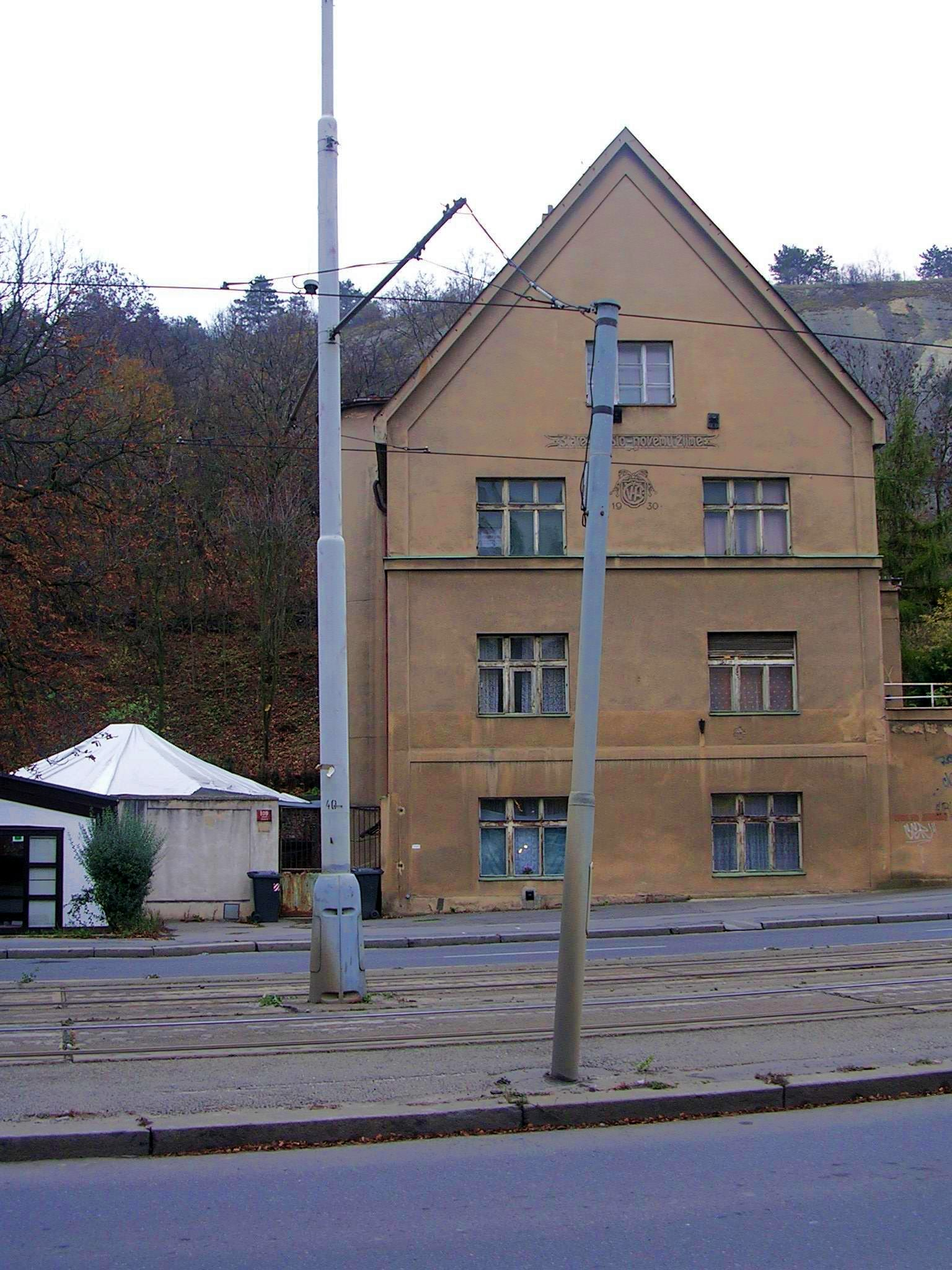
Detekční trolejový kontakt. Zaznamená průjezd sběrače a předá informaci řadiči signalizace
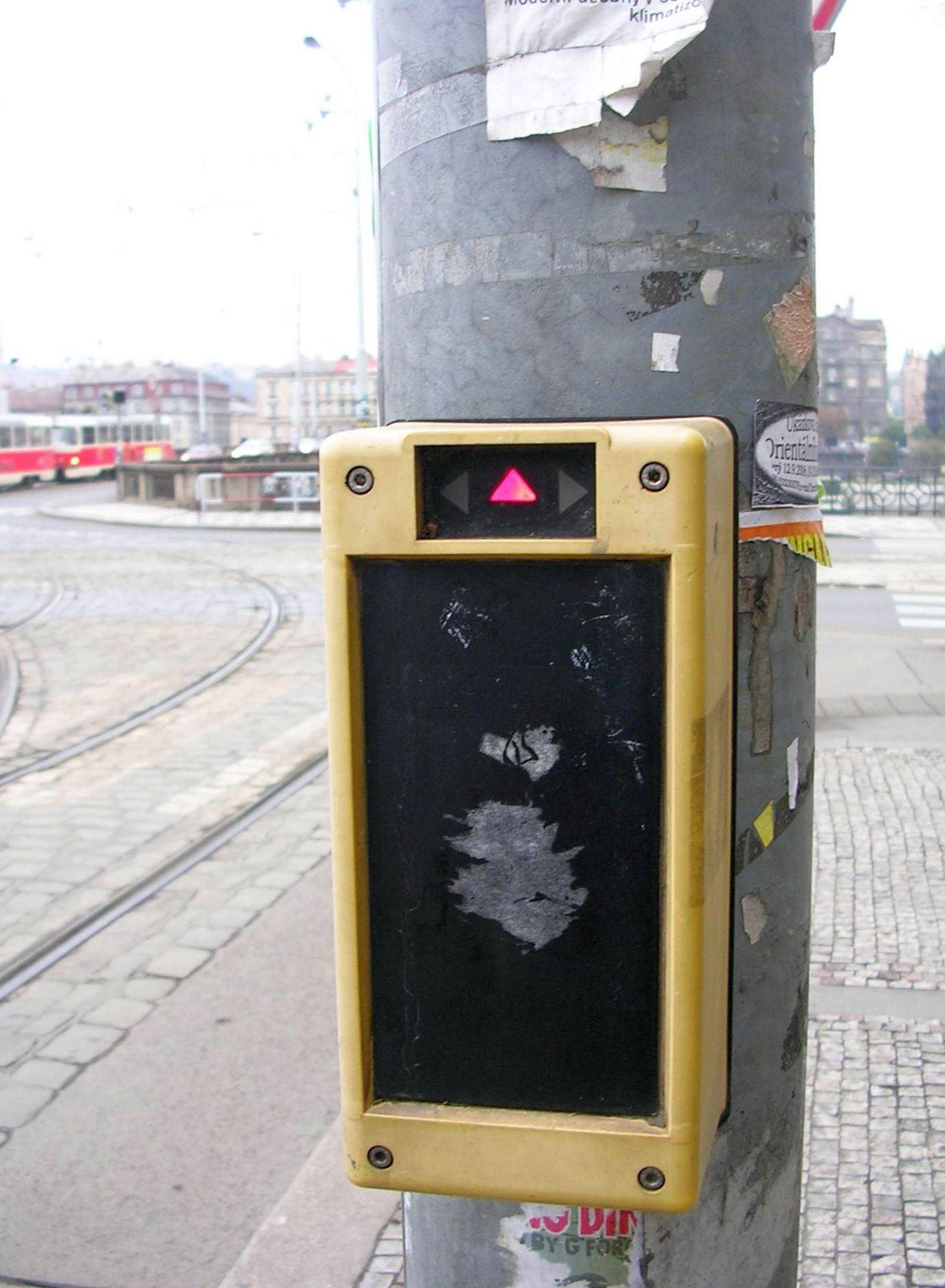
Přihlašovací zámek. Svítící šipky zobrazují směry, do nichž je registrován aktuální nárok na signál pro jízdu. Jiné směry může řidič přihlásit čtyřhrannou kličkou z dolní části krabičky.

### Další signály
Předpisy jednotlivých provozovatelů dráhy zavádějí i další signály pro tramvaje, například o postavení, uzamčení a obsazení výhybky, o tom, zda je obsazen následující traťový úsek předchozím vlakem atd.

### Jednokolejná trať Liberec – Jablonec

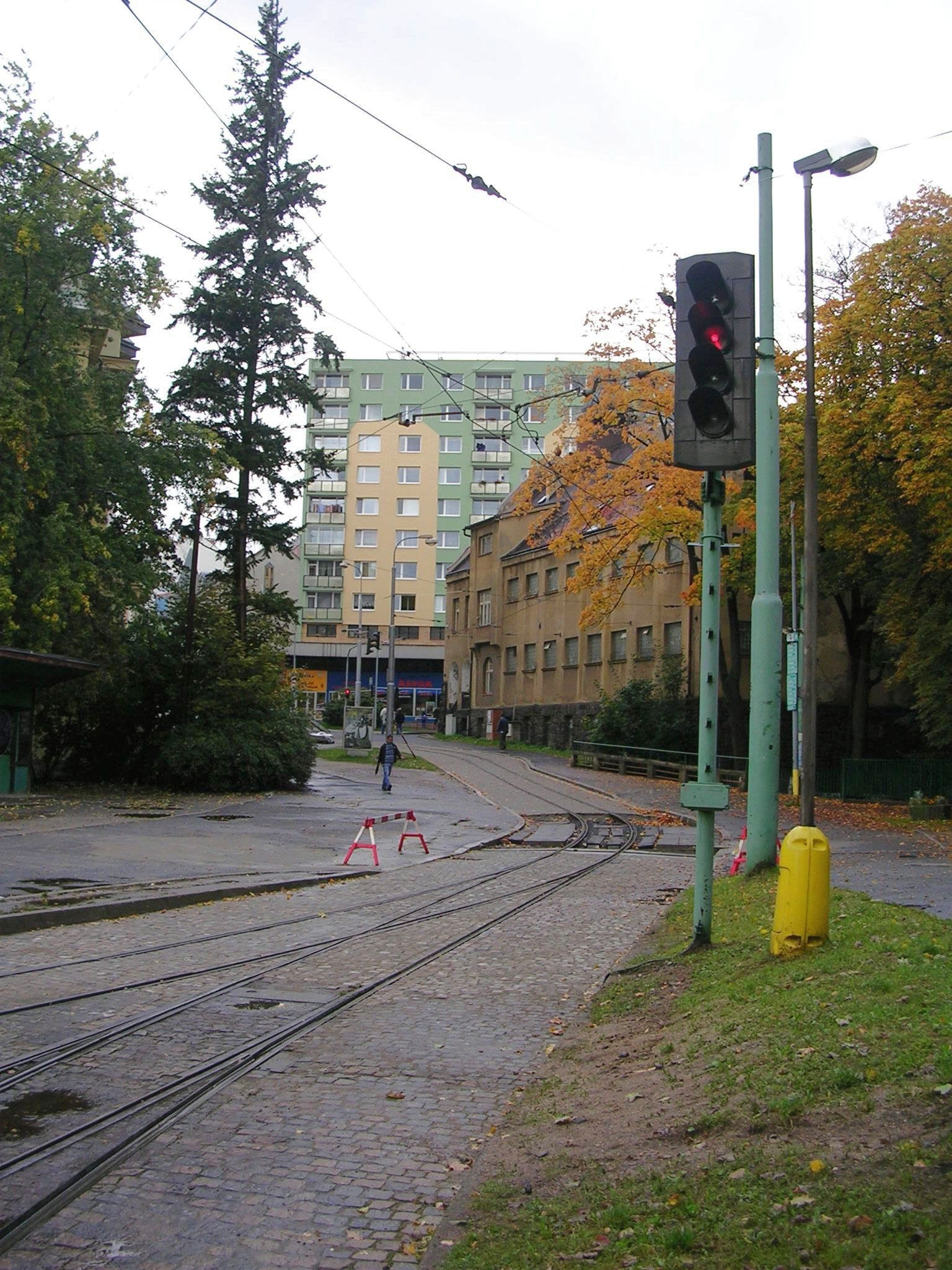
Odjezdové návěstidlo u konečné v Jablonci, Tyršovy sady.

Vývoj signálního a zabezpečovacího zařízení pro jednokolejné tratě v Liberci započal na městské trati kolem roku 1970 a na meziměstské se na její přípravě začalo pracovat v roce 1985.

Na některých křižovatkách a přejezdech přes trať jsou použity klasické signály pro tramvaje podle pravidel silničního provozu, tzv. čočky. Zpravidla jsou s absolutní preferencí, tj. pouze ubezpečují řidiče tramvají o tom, že provoz silničních vozidel je signalizací tříbarevné soustavy nebo přejezdovou signalizací zastaven.
Pro řízení odjezdu tramvají z výhyben a z obratišť je použita signalizace podobná železniční: návěstidlo má čtyři plná kruhová světla, v pořadí shora oranžové, červené, zelené a bílé. Používají se tyto signály:
- bílé světlo: Volný úsek.
- oranžové a bílé světlo: Výstraha. Trať je volná, v následující výhybně je vlak ve stejném směru jízdy. Odjezd pouze na pokyn dispečera.
- blikající oranžové světlo, svítící bílé světlo: Pozor!. Trať je volná, v následující výhybně je vlak v protisměru.
- červené světlo: Stůj. Traťový úsek obsazen vlakem jedoucím stejným směrem nebo protijedoucí vlak má signál volno pro výjezd z následující výhybny
- červené a bílé světlo. Stůj, vlak v protisměru.
- zelená: Volno. Traťový úsek je volný, vlak je přihlášen a vjezd z protisměru je zakázán.

Pokud tramvaj vjede do obsazeného úseku, dojde automaticky k vypnutí trakčního proudu v úseku. Tvůrci této návěstní a zabezpečovací soustavy byli Vladimír Paleček, František Zikmund, Josef Semirád a Jan Kovač.

## Rusko

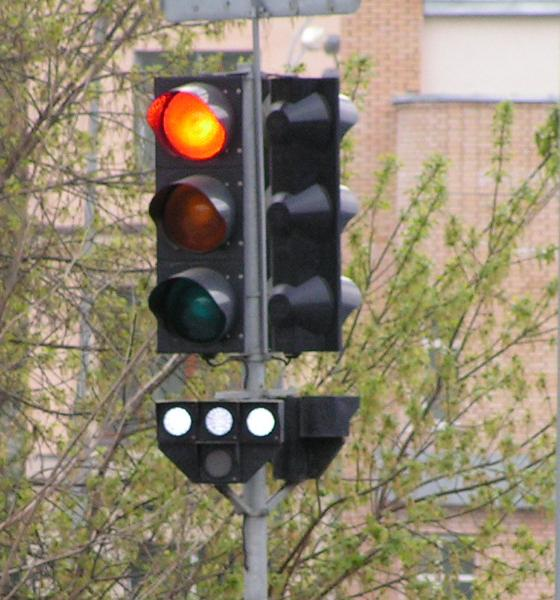
Tramvajový signál „Stůj“ v Moskvě v Rusku (pod semaforem pro automobily)

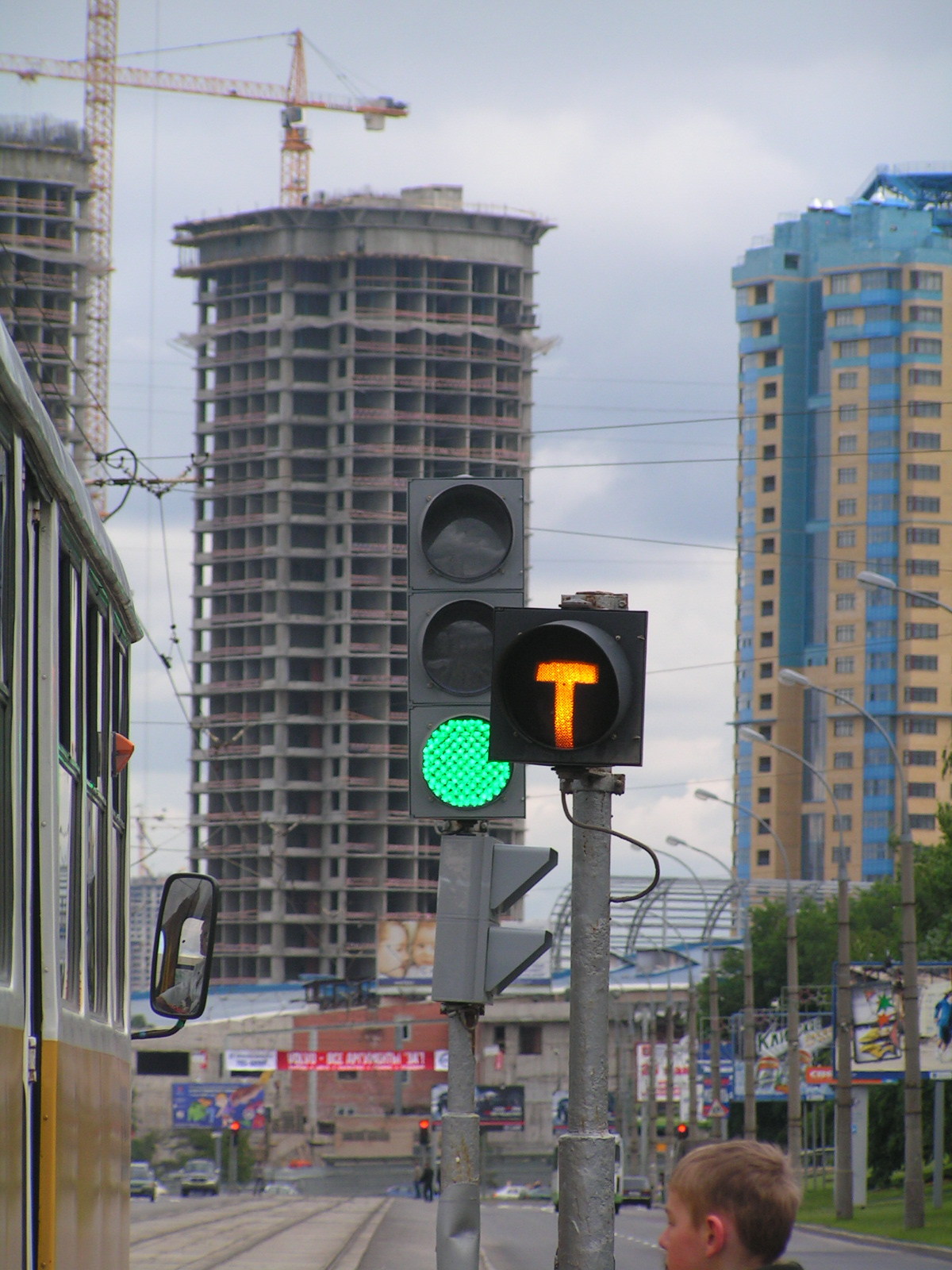
Zjednodušený tramvajový signál „Jízda“ v Moskvě v Rusku (před semaforem pro automobily)

V Rusku se pro veřejnou linkovou dopravu (tramvaje, trolejbusy, autobusy) používají na základě Pravidel drážního provozu obdobná signalizační zařízení jako v Česku a na Slovensku. Nazývají se Т-образный светофор (T-obráznyj světafór, semafor v podobě T).
- Signál „Stůj“ však není tvořen jen dvěma krajními světly, ale všemi třemi světly v horní řadě.
- Rozsvítí-li se navíc dolní světlo, je povolena jízda všemi směry.
- Pokud se trať nevětví, nepoužívá se někdy signál "Jízda přímo" jako v Česku, ale signál "Jízda všemi směry" (tento signál se podobá nizozemskému). Proto se také na některých takových místech v poslední době používá místo čtyřbodového návěstidla pouze jedno světlo s oranžovým písmenem „T“: pokud signál svítí, je povolená jízda, zatímco zhasnutý signál znamená „Stůj“ (což připomíná švýcarskou signalizaci).

V místech, kde se tramvajová doprava nestýká se silniční, mohou být použita pro tramvaje běžná červená a zelená světla dvojbarevné soustavy.

## Polsko
V Polsku se používají oba systémy, jak semafory podobné severoevropským, tak čočkový systém.

Stůj / Volno
Signalizace pro odbočení: Stůj / Volno
Signalizace pro autobusy, obsahující navíc signál Pozor.

Čočková signalizace – Stůj
Čočková signalizace – Volno pro směr vlevo

## Velká Británie

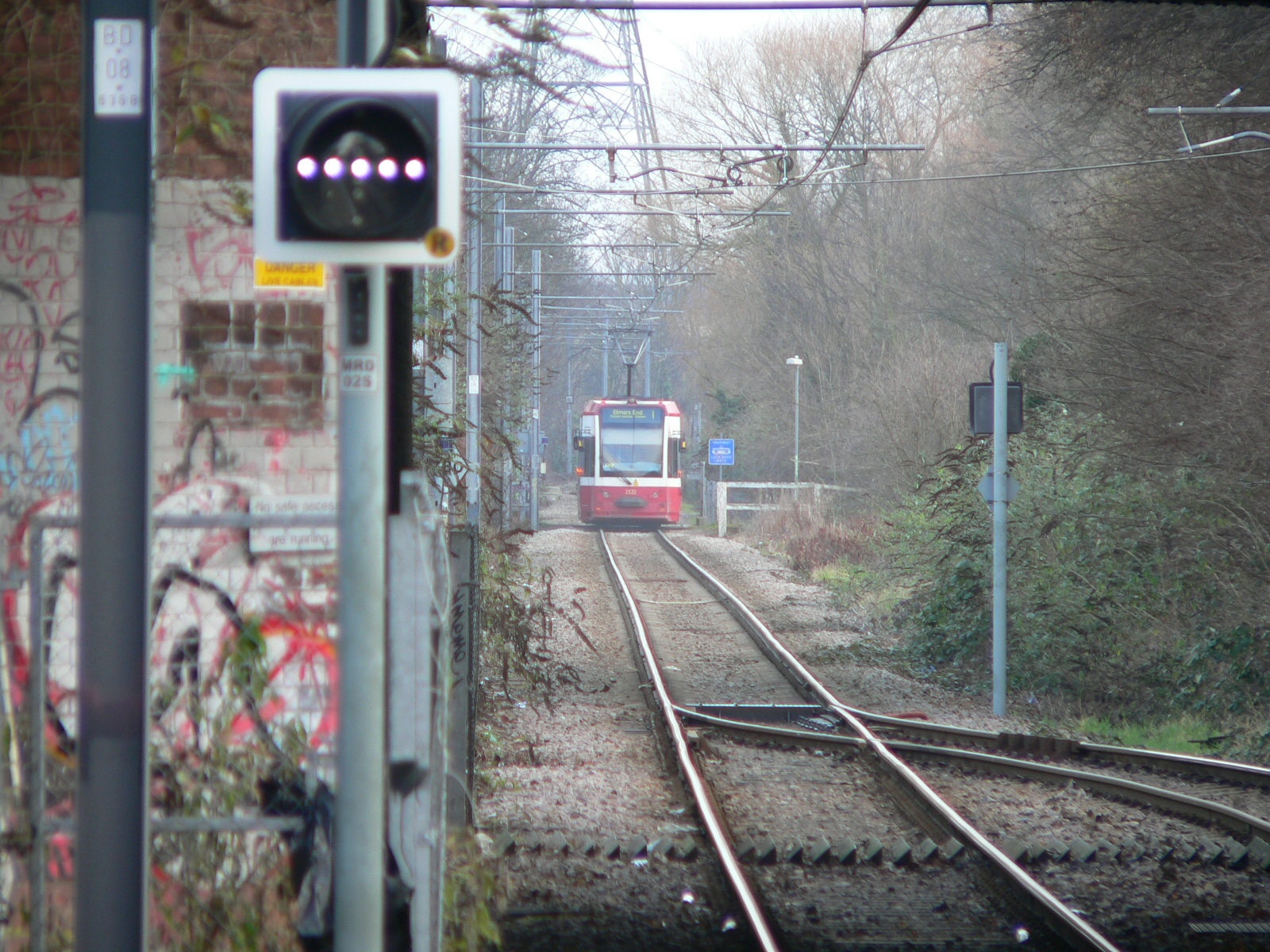
Signál „Stůj“ na jednokolejné trati sítě Tramlink v jižním Londýně, nedaleko Wimbledonu.

Ve Velké Británii se používají podobné signály jako v Česku, ale s více světelnými body.
Například v tramvajové síti Supertram v anglickém městě Sheffield se používají tyto signály:

Stůj
Pozor
Volno
Odbočení vlevo
Odbočení vpravo
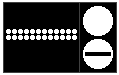
Stůj (připojovací signalizace)
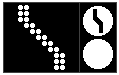
Odbočení vlevo (připojovací signalizace)
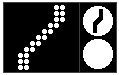
Odbočení vpravo (připojovací signalizace)

## Nizozemsko

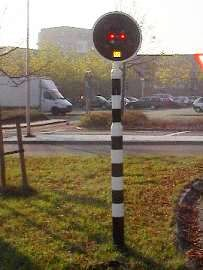
Signalizační zařízení ve městě Zwolle v Nizozemsku

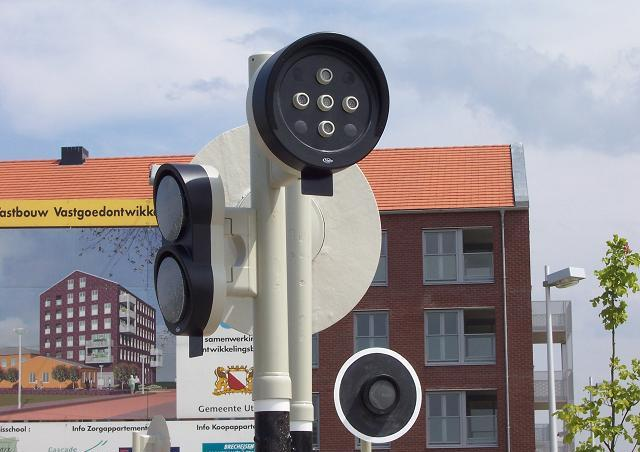
Signalizace pro autobusy ve čtvrti Leidsche Rijn v nizozemském Utrechtu.

V Nizozemsku signalizační zařízení pro veřejnou dopravu sestává z maximálně devíti světelných bodů uspořádaných do čtverce, tří sloupců a tří řad. V prostřední řadě je prostřední bod oranžový a krajní červené, v horní a dolní řadě jsou všechny bílé. Podle počtu bodů se tomuto semaforu říká negenoog („devítioko“).
- prostřední dolní a prostřední horní svítící bílé světlo znamená jízdu přímo
- pravé dolní a levé horní svítící bílé světlo znamená jízdu vlevo
- levé dolní a pravé horní svítící bílé světlo znamená jízdu vpravo
- blikání příslušného páru světel znamená, že tramvaj křižuje volný směr jiných vozidel
- stav výhybky může být návěstěn samostatným modrým světlem (mimo čtvercové návěstidlo)
- dva krajní červené svítící body v prostřední řadě znamenají „stůj“.
- žlutý světelný bud uprostřed znamená povinnost zastavit, avšak pokud to již není možné, lze pokračovat v jízdě.

### Porovnání: Nizozemsko (čočky) a Belgie (německý systém)

Signály pro veřejnou dopravu v Nizozemsku (nahoře) a v Belgii (dole). Belgické signály jsou víceméně shodné s německými.

## Německo, Belgie, Dánsko, Švédsko

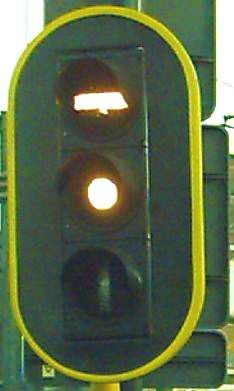
Signály pro tramvaje ve Vlámsku, Belgie.

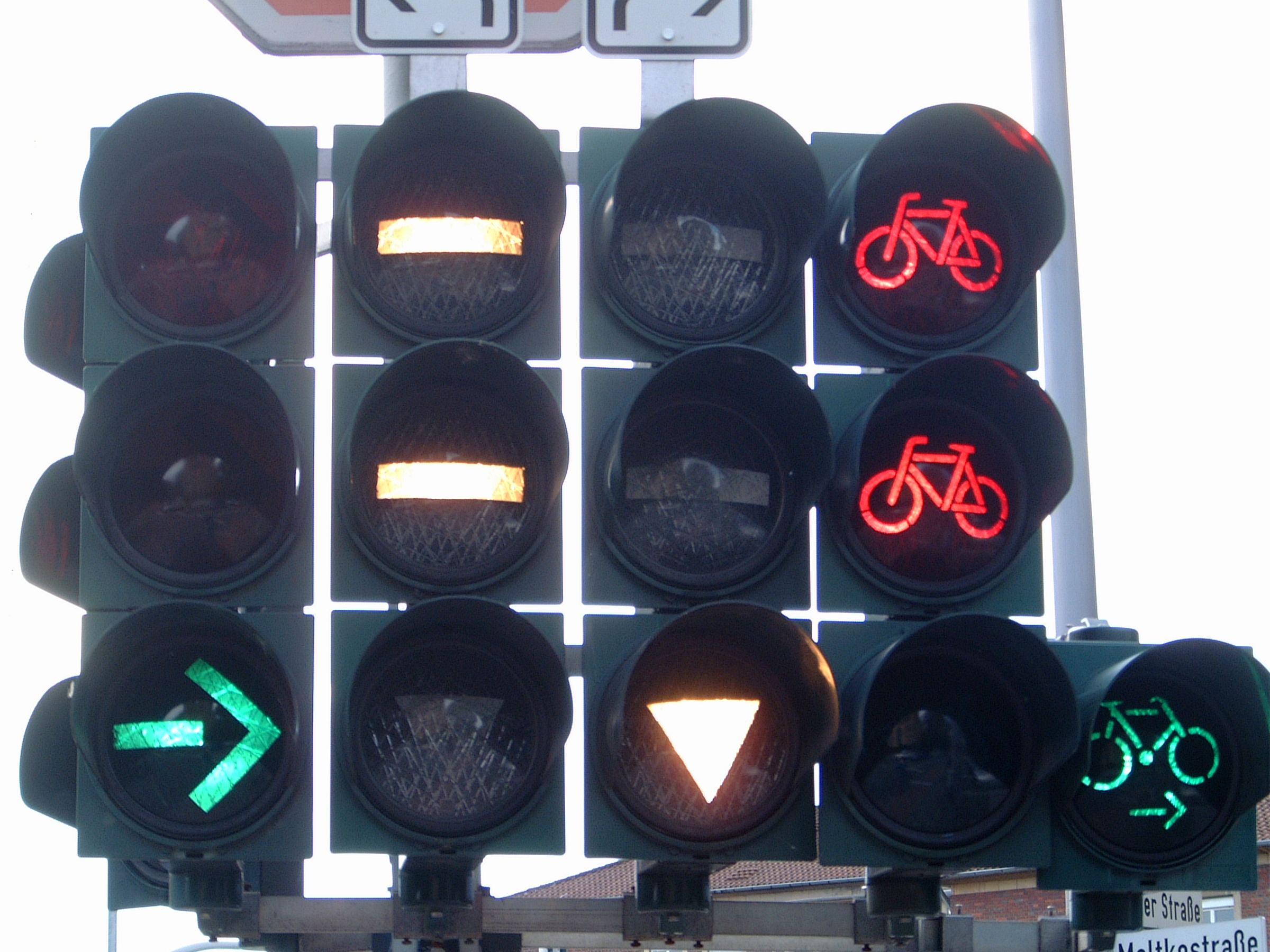
Münster, Německo

V Německu a několika dalších zemích severní Evropy (Dánsko, Belgie…) je pro každý směr určena samostatná sada návěstidel, z nichž každá je uspořádaná obdobně jako semafory pro silniční provoz, avšak signály jsou všechny bílé a jsou rozlišeny tvarově a nikoliv barevně.
V Německu tyto signály stanoví Stavební a provozní řád tramvajových drah (Verordnung über den Bau und Betrieb der Straßenbahnen).
Základní proužkové signály znamenají:
- vodorovný proužek: v Německu stůj (jako červené světlo pro automobily). Ve Švédsku tento signál má význam jako žluté světlo pro automobily (následuje stůj, resp. pozor)
- S v některých zemích Severní Evropy, například v Dánsku a Švédsku, znamená „Stůj“, zatímco vodorovný proužek znamená „následuje stůj“.
- svislý nebo šikmý proužek podle směru: volno pro příslušný směr
- trojúhelník postavený na špičce umožňuje jet přímo nebo odbočit při dodržení obecných pravidel pro dávání přednosti při odbočování (znamená tedy totéž, co obyčejné zelené světlo pro automobily)
- kolečko: pozor, následuje stůj; řidič musí zastavit, ale smí pokračovat, pokud by již nemohl bezpečně zastavit (jako žluté světlo pro automobily).

V některých městech v Německu jsou těmito návěstidly dávány i další signály, například:
- F: připravit se k jízdě
- T: zavřít dveře (je-li signalizace za zastávkou)
- kroužek: vyzývá k odjezdu ze zastávky směrem k následujícímu signalizačnímu zařízení
- A nebo K informuje o přijetí preferenčního signálu

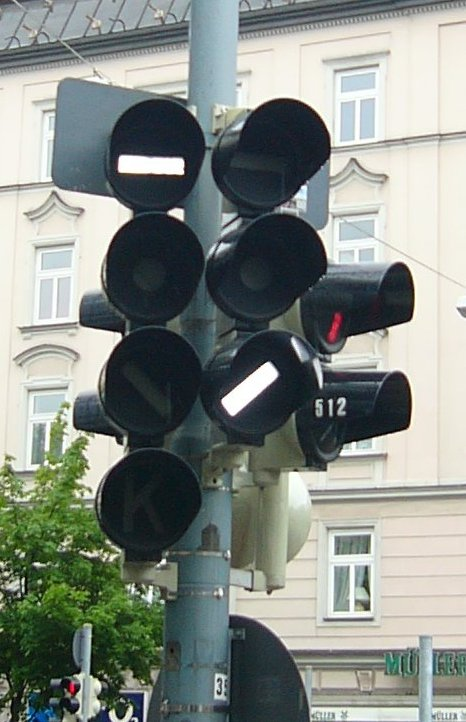
Signály v Německu. Pro každý směr tramvajové jízdy je určena samostatná sada světel.
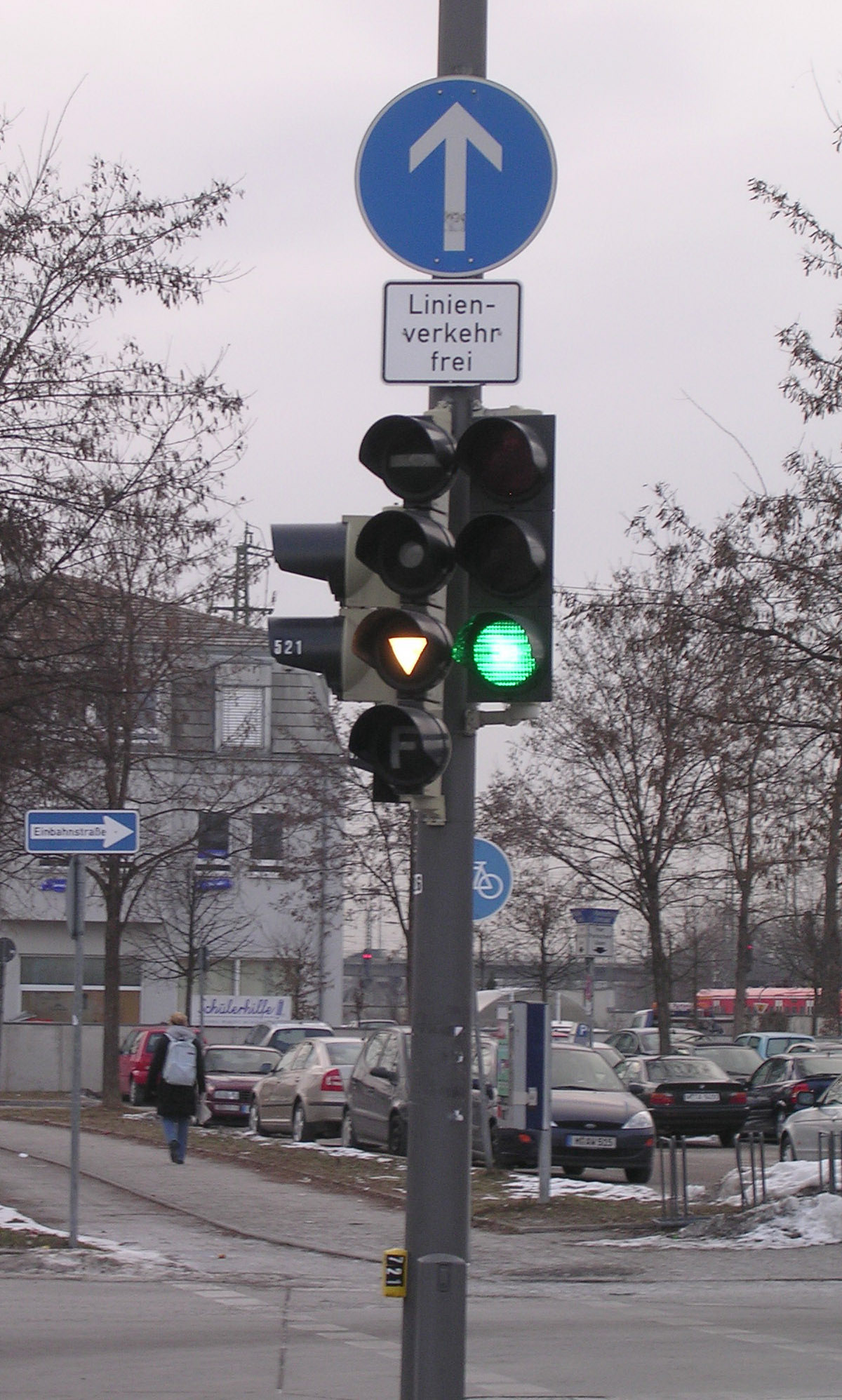
Signalizace v Mnichově. Vlevo od signalizace pro silniční vozidla je sloupec signálů pro tramvaje. Svítící trojúhelník povoluje tramvajím odbočovat při dodržení obecných pravidel o přednosti při odbočování.
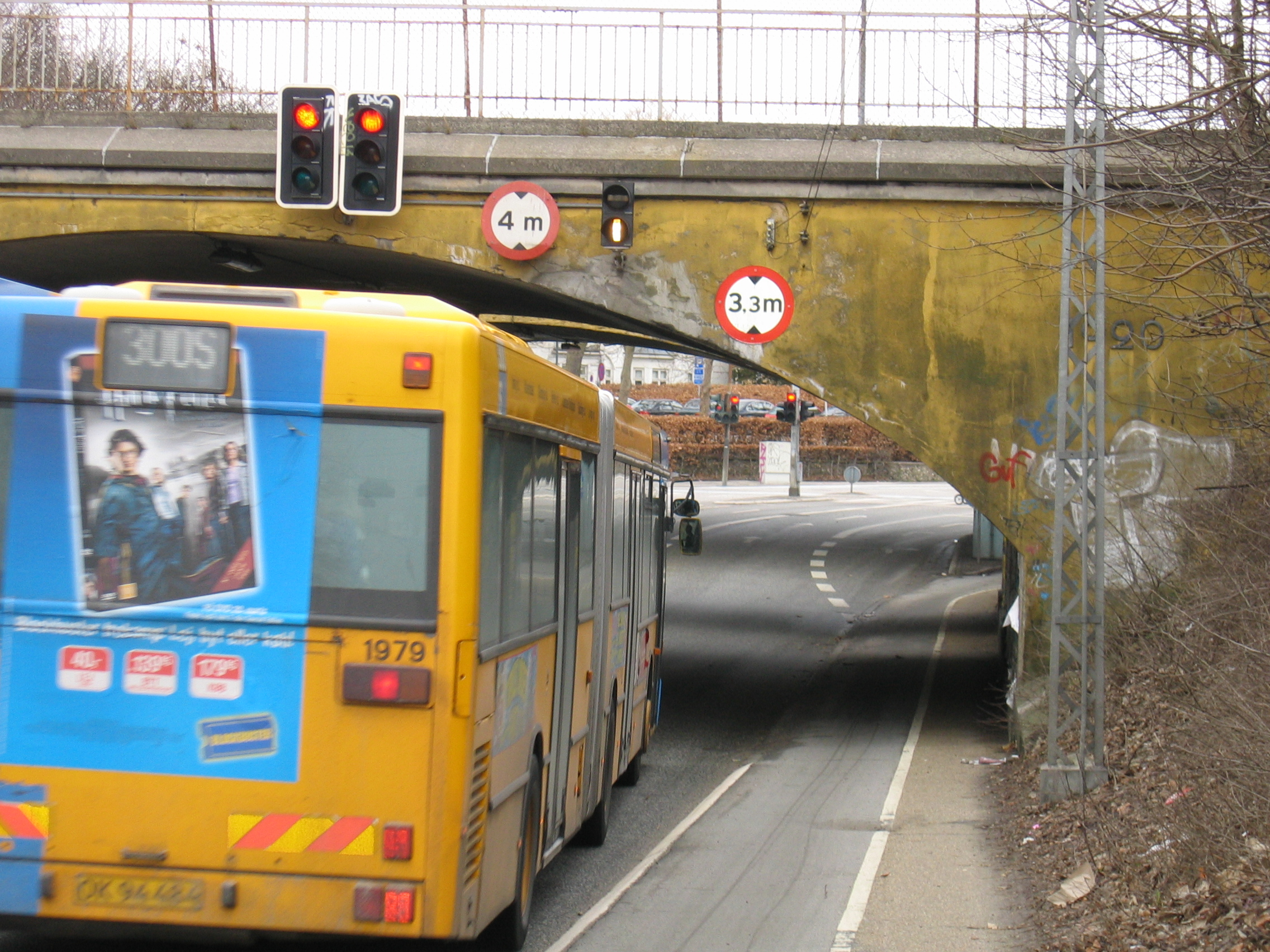
Dánsko, město Kongens Lyngby, ulice Buddingevej. Mezi dopravními značkami je proužkový signál pro autobusy se svítícím signálem Volno.
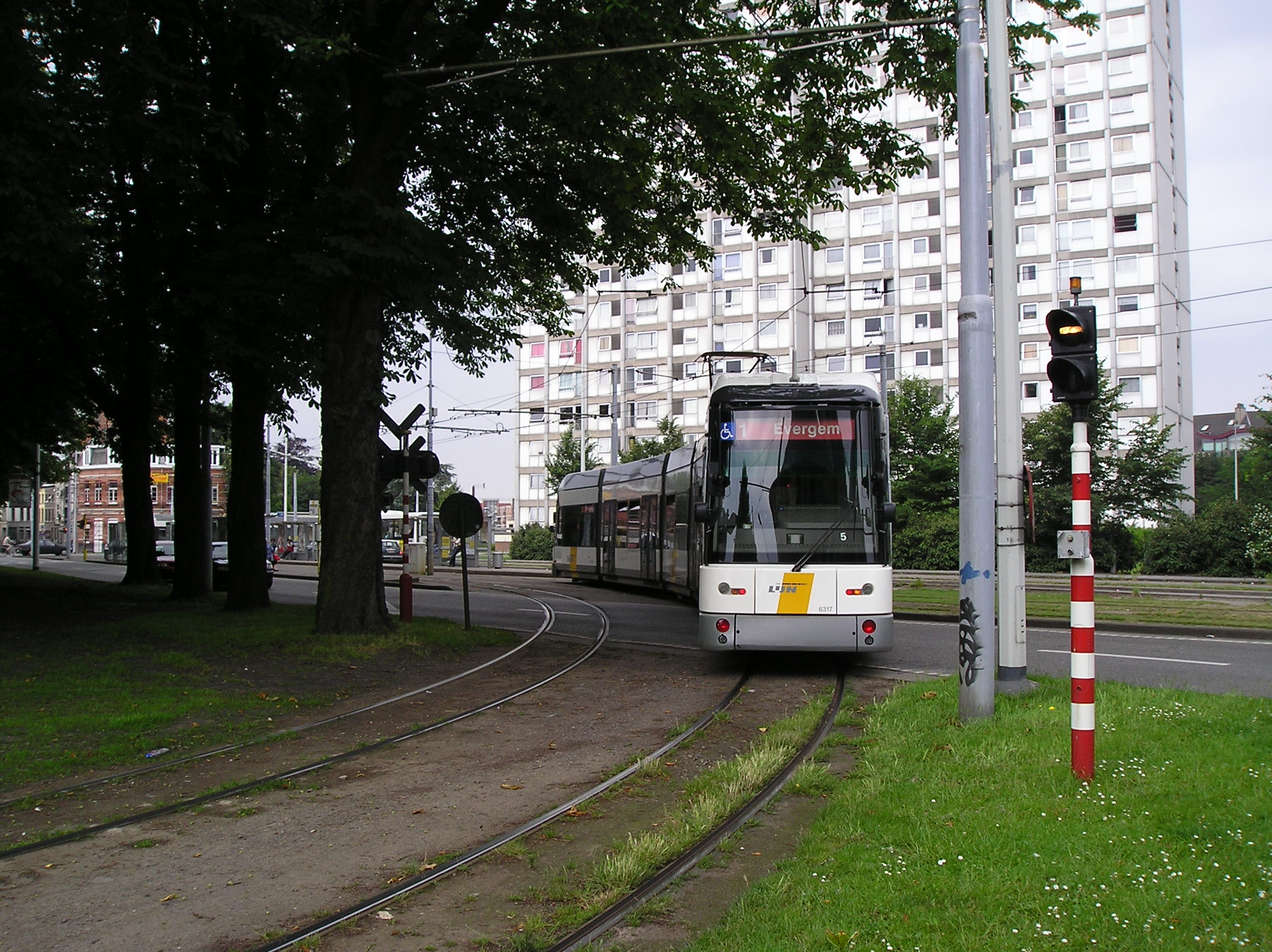
Belgie, město Ghent, u zastávky Rabot.
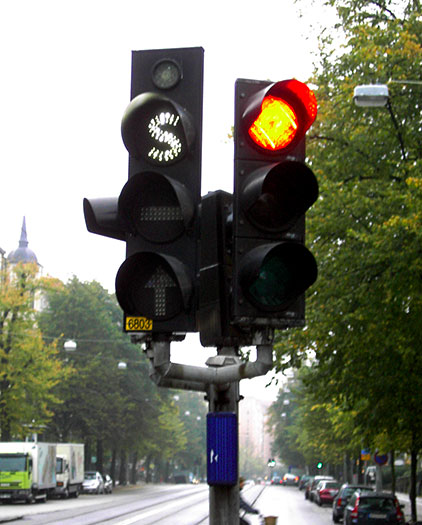
Švédsko, signál „Stůj“

„Stůj“ ve Švédsku
Připravit k jízdě
Jízda přímo a vpravo
Pozor

## Francie

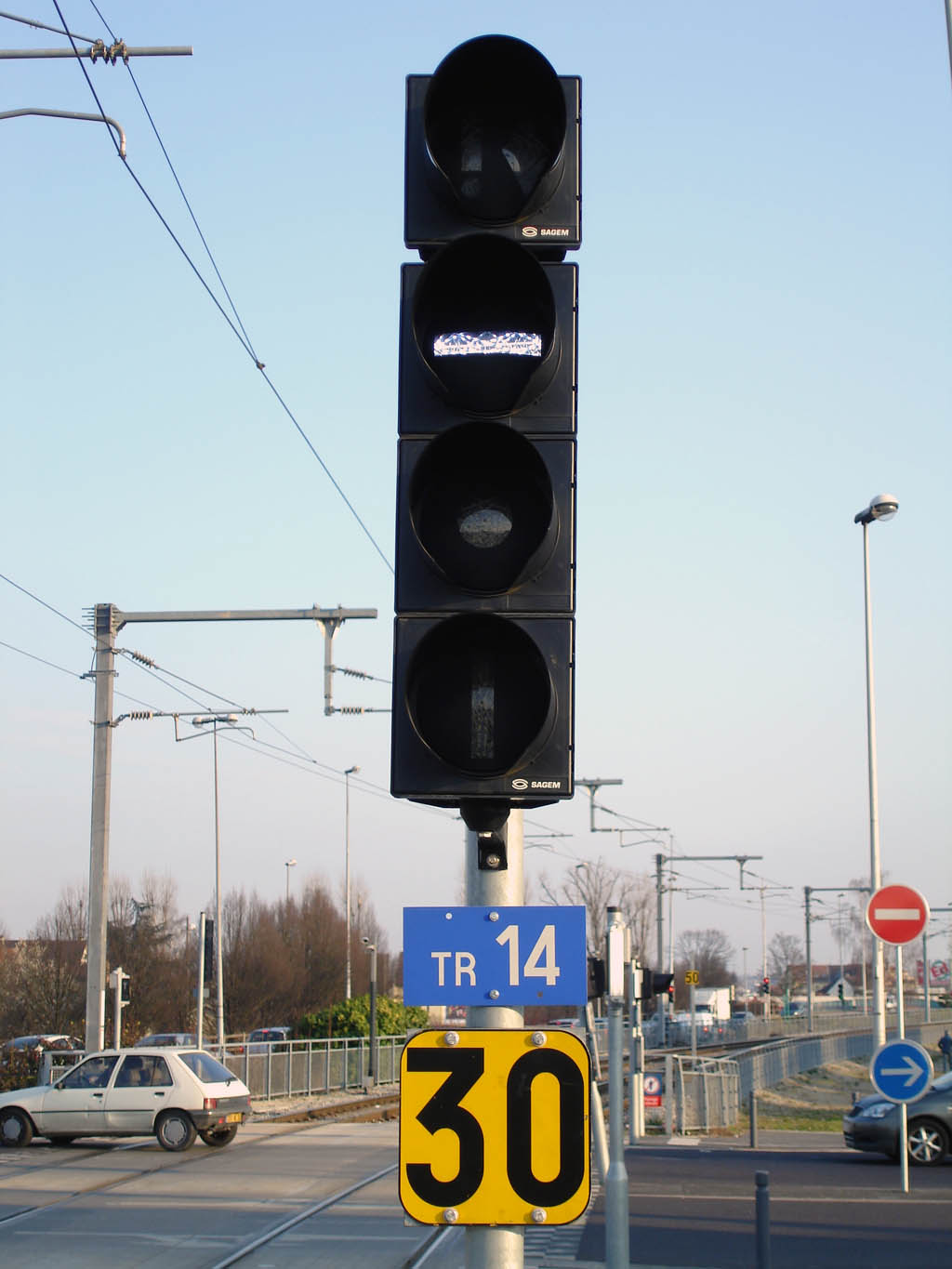
Signalizace na pařížské tramvajové lince č. 4.

Vodorovná čára (stůj) s vypnutou předvěstí
Stůj, očekává požadavek (?)
Stůj, předvěst volna
Svislá čára: volno
Kruh: pozor
Blikající kruh: vypnutá signalizace
Zhaslá signalizace: porucha. Řidič je povinen zastavit, pak smí opatrně pokračovat rychlostí do 10 km/h.

## Švýcarsko
Ve Švýcarsku se pro tramvaje používá jednoduché oranžové světlo. Pokud svítí nepřetržitě, znamená stůj. Bliká-li, povoluje jízdu. [zdroj?]